# Federico C.
Die Federico C. war ein 1958 in Dienst gestelltes Passagierschiff der italienischen Reederei Costa Crociere und deren erster Neubau. Das ursprünglich für den Liniendienst nach Südamerika konzipierte Schiff wurde ab 1968 für Kreuzfahrten eingesetzt und verblieb bis 1983 in der Flotte von Costa Crociere. In den folgenden Jahren war es unter verschiedenen Eignern für Karibik-Kreuzfahrten im Einsatz und wurde hierbei mehrfach umbenannt: 1983 in Royale, 1989 in StarShip Royale und 1990 in SeaBreeze I. Im September 2000 folgte die Ausmusterung des 42 Jahre alten Schiffes aufgrund der Insolvenz seines Eigners. Am 17. Dezember 2000 sank die SeaBreeze I unter nicht näher geklärten Umständen auf einer Schleppfahrt 225 Seemeilen vor der Küste Virginias.

## Geschichte

### Federico C.

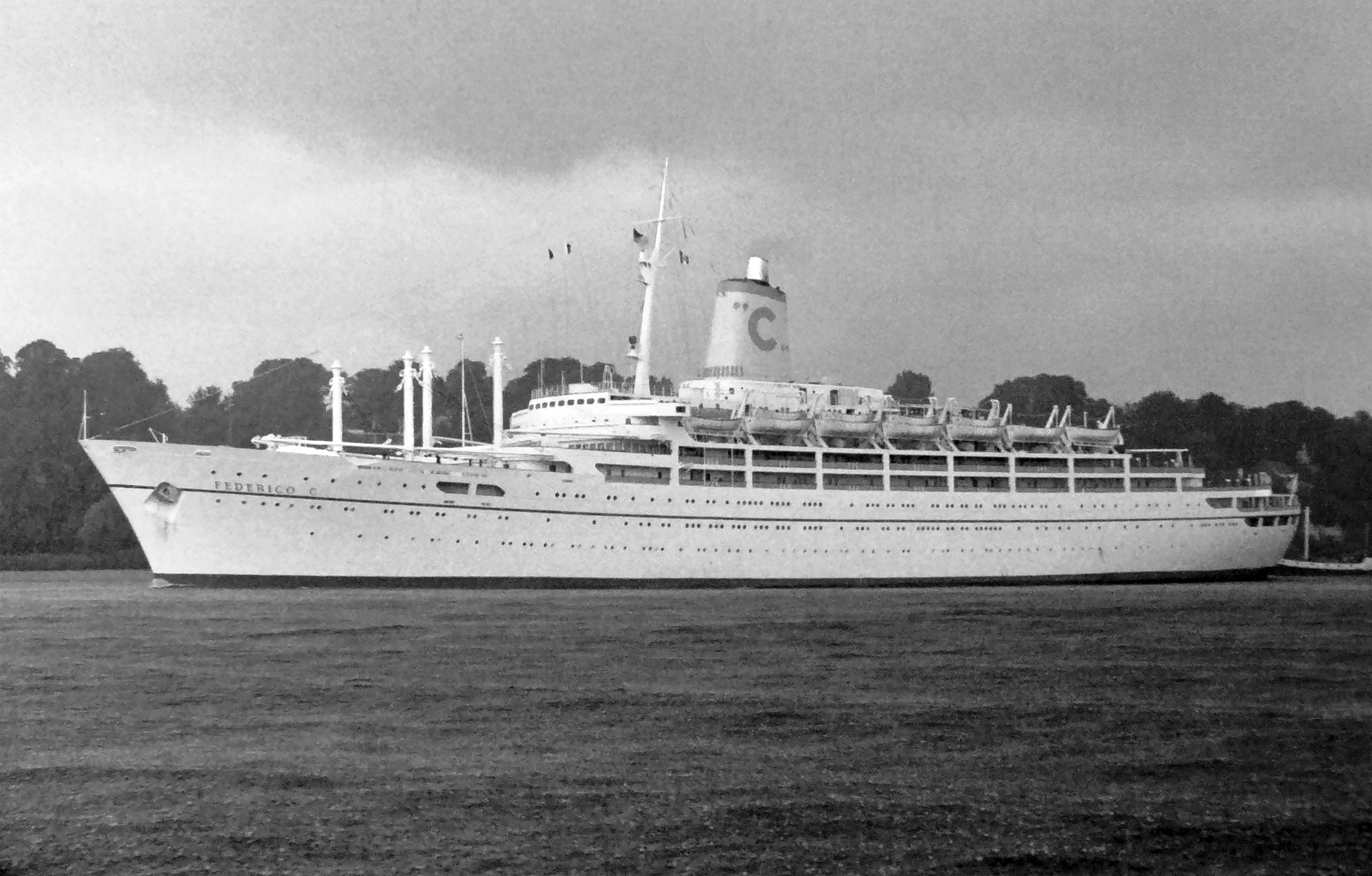
Die Federico C. 1969 in Hamburg

Die Federico C. entstand unter der Baunummer 1516 in der Werft von Gio. Ansaldo & C. in Sestri Ponente und lief am 31. März 1957 vom Stapel. Namensgeber war Federico Costa, einer der drei Söhne des Firmenmitbegründers Giacomo Costa. Im März 1958 erfolgte die Ablieferung des Schiffes an Costa Crociere als deren erster Neubau und größte Einheit in der Flotte. Am 22. März 1958 brach die Federico C. zu ihrer Jungfernfahrt von Genua über Rio de Janeiro nach Buenos Aires auf. Diese Strecke befuhr das Schiff im Transatlantikdienst für die nächsten 8 Jahre.
1966 wurde die Federico C. durch die neuere und größere Eugenio C. (ebenfalls nach einem der Söhne von Giacomo Costa benannt) sowohl als Flaggschiff von Costa Crociere als auch auf der Route nach Südamerika ersetzt. Danach fuhr das Schiff auf der Strecke Genua nach Florida und war für Kreuzfahrten in die Karibik sowie nach Venezuela im Einsatz. 1968 wurde die Federico C umgebaut; neben einer Schornsteinverlängerung erhielt das Schiff zusätzliche Aufbauten vor der Kommandobrücke, und der obere Promenadengang wurde verschlossen. Die Federico C. wurde von nun an ausschließlich für Kreuzfahrten eingesetzt.
Im Juni 1976 legte die Federico C. als erstes Schiff von Costa Crociere im Hafen von Kiel an. Grund des Besuchs war die dortige Kieler Woche. Dies markierte den Beginn einer Partnerschaft zwischen der Stadt Kiel und Costa Crociere, die seitdem regelmäßig mit ihren Schiffen dort anlegen.

### Royale/StarShip Royale

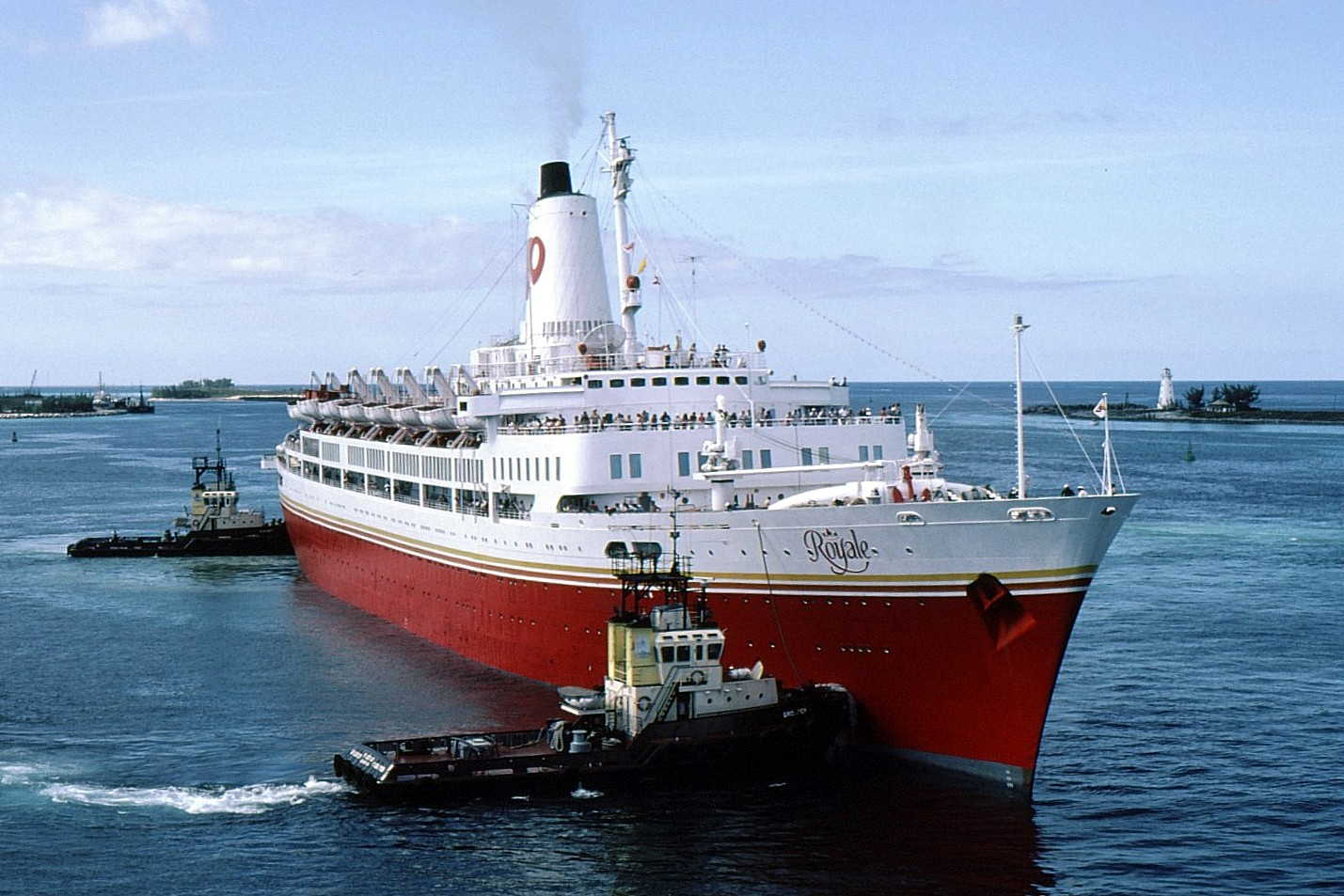
Die Royale in Nassau, 1985

Im Dezember 1983 wurde das Schiff nach 25 Jahren im Dienst für Costa Crociere ausgemustert und als Royale an die in Panama ansässige, US-amerikanische Reederei Premier Cruises verkauft. Ab Februar 1984 wurde das Schiff für Kreuzfahrten von Port Canaveral in die Karibik genutzt.
Im Februar 1989 wurde die Royale an die ebenfalls in Panama ansässige Cia de Vapores Fanal SA verkauft und erhielt den Namen StarShip Royale. Von Ulysses Cruises wurde das Schiff weiterhin für Karibik-Kreuzfahrten eingesetzt. Die Dienstzeit bei dem neuen Eigner war jedoch nur von kurzer Dauer.

### SeaBreeze I

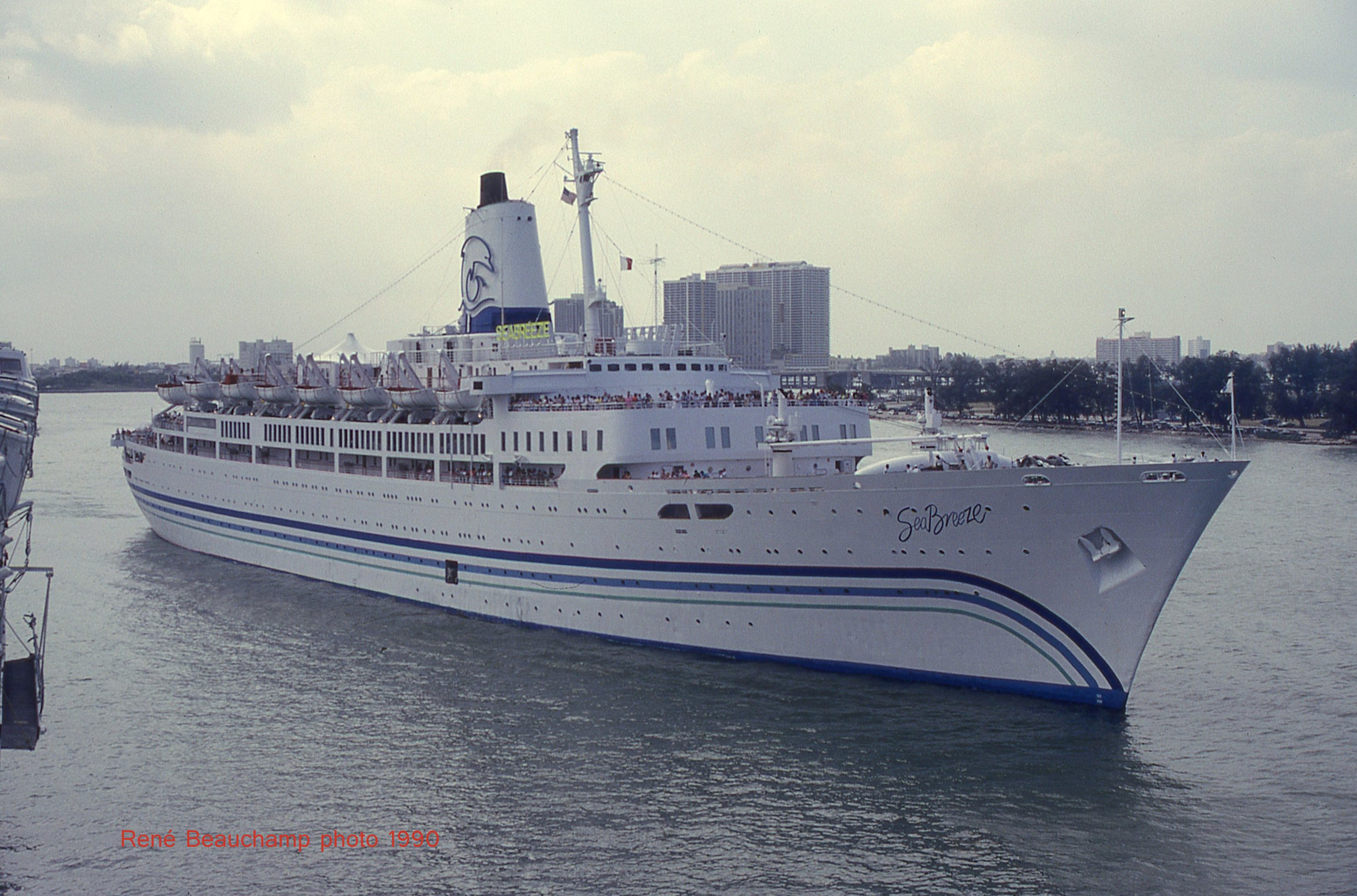
Die SeaBreeze I in Miami, Mai 1990

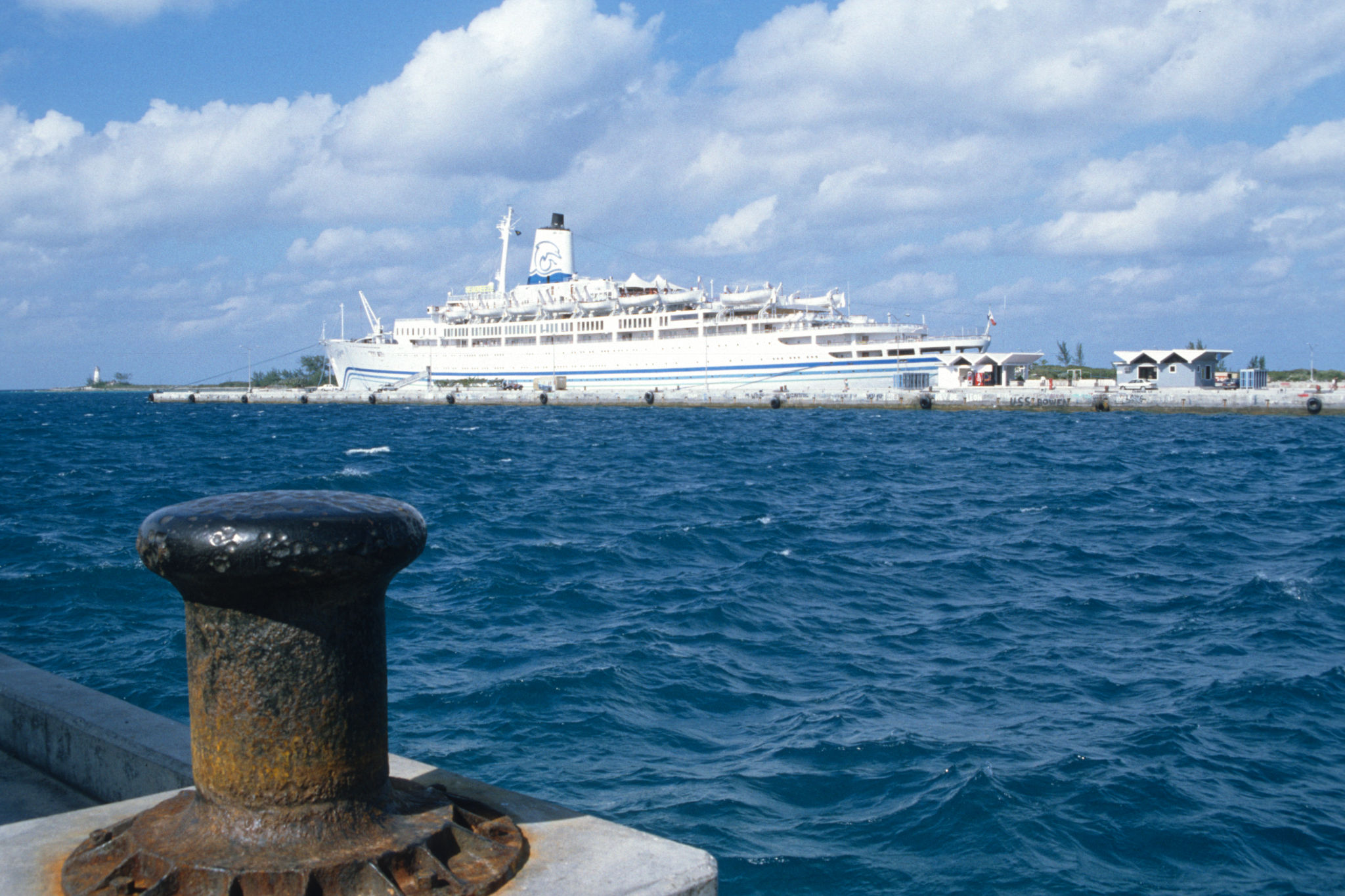
Die Seabreeze I im Hafen von Nassau (Bahamas), Dezember 1995

Bereits nach einem Jahr wurde die StarShip Royale 1990 an die US-amerikanische Dolphin Cruise Line verkauft und in SeaBreeze I umbenannt. Die kleine Reederei betrieb das Schiff gemeinsam mit der Dolphin IV und ab 1992 mit der OceanBreeze als deren größte Einheit, ebenfalls überwiegend in der Karibik.
1997 wurde die Dolphin Cruise Line von Premier Cruises übernommen, wodurch die SeaBreeze I nun nach acht Jahren wieder für diese Reederei im Einsatz war. Angeboten wurden fortan neben Karibikreisen auch Fahrten nach Kanada und Alaska.
Nachdem Premier Cruises Insolvenz anmelden musste, wurde das Schiff am 14. September 2000 in Halifax arrestiert. Im Dezember desselben Jahres erfolgte die Zwangsversteigerung der SeaBreeze I, die schließlich an International Shipping Partners in Panama ging. Zu diesem Zeitpunkt erschien eine Verschrottung des 42 Jahre alten Schiffes am wahrscheinlichsten.
Auf einer Schleppfahrt von Halifax nach Galveston geriet die SeaBreeze I am 17. Dezember 2000 etwa 225 Seemeilen vor der Küste Virginias in einem Sturm in Seenot. An Bord befanden sich 34 Besatzungsmitglieder, die von Hubschraubern der United States Coast Guard gerettet wurden. Obwohl die Küstenwache nicht den Untergang eines so großen Schiffes aufgrund eines Sturms erwartete, sank die SeaBreeze I kurze Zeit später. Grund hierfür soll laut Aussage des Kapitäns ein Kessel im Maschinenraum gewesen sein, der sich durch den Sturm aus seiner Verankerung löste und dabei den Rumpf beschädigte, durch den Wasser ins Schiff drang.
Die Ursache zum Untergang der SeaBreeze I gilt aus verschiedenen Gründen als umstritten. So besaß das Schiff einen Schrottwert von schätzungsweise 6 bis 7 Millionen US-Dollar, war jedoch vor seiner Schleppreise auf 20 Millionen US-Dollar versichert worden. Die Internationale Transportarbeiter-Föderation merkte an, dass ein Versinken des Schiffes in US-Gewässern besser gewesen wäre, da dies intensive Untersuchungen nach sich gezogen hätte. Die SeaBreeze I versank jedoch unweit (etwa 25 Meilen) außerhalb der US-Gewässer. Die Einzelheiten zum Untergang sind weiterhin ungeklärt.